# Isocolon
 (janvier 2016).
Si vous disposez d'ouvrages ou d'articles de référence ou si vous connaissez des sites web de qualité traitant du thème abordé ici, merci de compléter l'article en donnant les références utiles à sa vérifiabilité et en les liant à la section « Notes et références ».
L’isocolon (substantif masculin), du grec iso (« équivalent, égal ») et kôlon (« membre, jambes ») est une figure de style de répétition qui consiste à former un nombre égal ou quasi égal de syllabes dans une unité d'une période, généralement parce que ces groupes de mots utilisent la même structure syntaxique. L'isocolon peut aussi désigner une autre forme d'identité phonétique ou syntaxique, proche du parallélisme. Un isocolon résulte souvent d'une isotopie et vise un effet rythmique de symétrie.

## Exemple
La célèbre formule de Jules César « Veni, vidi, vici » constitue un parfait exemple d'isocolon : la succession de trois verbes de deux syllabes, conjugués tous au même temps (le parfait). La perception des isocola, ou isocolons, est ici renforcée par le rythme ternaire instauré par la juxtaposition, la concision de la formule favorisée par la syntaxe économe du latin, l'usage du même temps verbal et la proximité sonore entre les mots. Proximité créée notamment par la paronomase entre les deux derniers verbes, différenciés par une seule lettre (vidi/vici), la multiplication des mêmes phonèmes v et i, la répétition à l'initiale du v et à la fin des mots du i, donnant un effet d'homéotéleute.

## Définition

### Définition linguistique
L'isocolon opère une transformation morpho-syntaxique (mots ou groupes de mots) de répétition à l'identique, fondée sur une symétrie rythmique ou prosodique. Les isocolons sont mieux perceptibles (comme dans la phrase de César) lorsqu'ils trouvent un équilibre prosodique (symétrie des accents toniques). Du point de vue linguistique, lié à la construction syntagmatique, l'isocolon est un parallélisme stricte. Au contraire de cette autre figure[pas clair], l'isocolon concerne exclusivement la période et détermine par là la cadence de la phrase ou du vers.

### Définition stylistique
L'isocolon a pour effet principal d'imposer un rythme particulier, cadencé et égal sur toute l'étendue de l'ilôt discursif concerné. L'effet stylistique vise une démonstration de maîtrise argumentative, et par là suggère une irréfutabilité du propos (cas des proverbes notamment).
On trouve de nombreux isocolons dans la langue orale. D'autre part, lorsqu'un lecteur lit un texte ou entend des paroles, il analyse sans s'en rendre compte les phrases qu'il entend en isocolons, en les distinguant plus ou moins bien. Cette analyse est essentielle s'il veut suivre correctement la progression thématique du texte, c'est-à-dire en comprendre le sens global. La publicité peut y avoir recours afin d'imposer ou de suggérer des qualités irréfutables, en combinaison avec d'autres figures souvent (« le ticket chic, le ticket choc » est une prosonomasie fondée sur la régularité d'un isocolon).

### Genres concernés
L'isocolon est historiquement rattaché à la rhétorique classique, par la notion de colon (membre de vers ou de phrase, unité minimale prosodique). Néanmoins il se retrouve dans tous les genres littéraires, et surtout en poésie où il est une ressource formelle de versification. Par ailleurs, les maximes contiennent beaucoup d'isocolons, parce que leur esthétique est fondée sur des jeux de symétries ou de chiasmes. Par exemple, la maxime 228 des Maximes de La Rochefoucauld est un isocolon, car la première partie de la phrase est syntaxiquement mais aussi sémantiquement symétrique à la deuxième : « L'orgueil ne veut pas devoir, et l'amour-propre ne veut pas payer » (La Rochefoucauld, Maximes, édition de 1678)
En musique, la succession identique de notes peut s'apparenter à un isocolon ; au cinéma la figure est également traduisible sous la forme d'images ou de scènes de même timing.

### Figures proches
- Figure « mère » : répétition
- Figures « filles » :  aucune

- Paronymes : symétrie, chiasme
- Synonymes : parallélisme